# Нападения медведя в Санкэбэцу
Инцидент с бурым медведем в Санкэбэцу (яп. 三毛別羆事件 Санкэбэцу хигума дзикэн), также известный как нападение медведя в Рокусэн-сава (яп. 六線沢熊害事件 Рокусэн-сава югай дзикэн) или инцидент с бурым медведем в Томамаэ (яп. 苫前羆事件 Томамаэ хигума дзикэн) — нападение медведя на людей с наибольшим количеством человеческих жертв в истории Японии, произошедшее в декабре 1915 года в отдалённой сельской местности Хоккайдо, в деревнях Санкэбэцу и Рокусэн-сава уезда Томамаэ в округе Румои. В течение месяца проснувшийся раньше времени медведь осаждал свежезаселённую деревню Санкэбэцу и примыкающий к ней хутор, съев за это время по меньшей мере семерых крестьян, пока местные полицейские и собранные со всей округи охотники не смогли наконец его застрелить.
На основе этих событий в 1990 году был снят фильм «Жёлтые клыки» режиссёра Синъити Тибы. Главные роли исполнили Мика Мурамацу, Бунта Сугавара, и Хироюки Санада.